# Megaselia miristigma
Megaselia miristigma är en tvåvingeart som beskrevs av Borgmeier 1962. Megaselia miristigma ingår i släktet Megaselia och familjen puckelflugor. Inga underarter finns listade i Catalogue of Life.